# Cape Sun Southern Sun
Il Cape Sun Southern Sun è un grattacielo di Città del Capo in Sudafrica.

## Storia
I lavori di costruzione dell'edificio vennero completati nel 1982.

## Descrizione
Alto 33 piani, raggiunge un'altezza di 105 metri, essendo pertanto l'ottavo grattacielo più alto della città.
La struttura è a destinazione alberghiera; ospita infatti un hotel della catena sudafricana Southern Sun.